# یواس‌اس مورزیم (ای‌کی-۹۵)
یواس‌اس مورزیم (ای‌کی-۹۵) (به انگلیسی: USS Murzim (AK-95)) یک کشتی بود که طول آن ۴۴۱ فوت ۶ اینچ (۱۳۴٫۵۷ متر) بود. این کشتی در سال ۱۹۴۲ ساخته شد.